# Робінсон Самуїл Григорович
Самуїл Григорович Робінсон (Рабінсон) (23 березня 1893, місто Ковно, тепер місто Каунас, Литва — розстріляний 1 березня 1938, Архангельська область, Російська Федерація) — радянський партійний і профспілковий діяч, відповідальний секретар Одеського губернського комітету КП(б)У.

## Біографія
Народився в родині службовця. Здобув середню освіту.
З 1910 року — в революційному русі, проводив революційну діяльність у Королівстві Польському.  З 1912 по 1918 рік був членом «Бунду».
У 1914, 1915 і 1916 роках арештовувався царською владою, перебував у в'язниці.
Член РКП(б) з 1919 року.
З 1919 по 1920 рік служив військовим комісаром у Червоній армії.
У 1920 році — голова Одеської губернської ради профспілок. У травні — серпні 1920 року — завідувач Одеського губернського відділу праці та соціального забезпечення. У серпні — листопаді 1920 року — завідувач Одеського губернського відділу праці. У червні — липні 1921 року — голова Одеської губернської ради профспілок.
З 14 по 29 липня 1921 року — відповідальний секретар Одеського губернського комітету КП(б)У.
У 1921—1922 роках — член Президії ЦК Спілки металістів, кандидат у члени Президії ВЦРПС.
У 1928 році виключений із ВКП(б) за підтримку платформи Троцького. З 12 квітня по 3 травня 1928 року перебував у в'язниці.
У серпні 1928 року виїхав на Далекий Схід РРФСР.
У 1930 році поновлений в членах ВКП(б).
У грудні 1930 — березні 1933 року — заступник керуючого, керуючий тресту «Мострамвай».
У 1933 році заарештований і виключений із ВКП(б). 15 квітня 1933 року засуджений на три роки заслання, яке відбув у містах Вятці та Йошкар-Олі.
У лютому — червні 1936 року — завідувач планово-виробничого сектора відділу капітального будівництва Горьковського заводу фрезерних верстатів.
27 червня 1936 року заарештований органами НКВС. 5 липня 1936 року засуджений до 5-ти років позбавлення волі, покарання відбував в Ухтинсько-Печорському виправно-трудовому таборі Комі АРСР.
2 жовтня 1937 року знову заарештований. 1 березня 1938 року розстріляний.
Посмертно реабілітований 23 січня 1957 року рішенням президії Горьковського обласного суду.